# 奇蹟的地球
《奇蹟的地球》（日语：奇跡の地球），是日本樂團桑田佳祐&Mr.Children的慈善單曲。1995年1月23日發行。

## 簡介
本作是桑田佳祐和Mr.Children組成期間限定樂團「桑田佳祐&Mr.Children」之後，為援助艾滋病（HIV / AIDS）活動「Act Against AIDS」（AAA）而創作和演唱的亞洲區主題曲。
單曲封面是美國國家航空航天局（NASA）拍攝的地球的照片，上方標記著「Act Against AIDS Special Single」。
單曲銷量高達172萬張，是1995年度日本單曲銷量第7位。也是桑田佳祐個人solo相關的最暢銷單曲。

## 收錄曲目
1. 奇蹟的地球（奇跡の地球）
  - 作詞、作曲：桑田佳祐；英語補作詞：湯米·施奈德；編曲：小林武史 & Mr.Children
2. 奇蹟的地球 (Instrumental Version)
  - 作曲：桑田佳祐；編曲：小林武史 & Mr.Children

## 翻唱作品
- 台灣歌手周華健及洪敬堯國語版《世紀的秘密》，香港填詞人林夕填詞[2]
- 香港歌手成龍及葉蒨文粵語版《你知不知》

## 外部連結
- 奇蹟的地球（页面存档备份，存于）